# Ispettore generale
Il titolo di ispettore generale è attribuito ad alti funzionari con compiti di vigilanza o direzione. L'ufficio al quale sono preposti è detto ispettorato generale.

## Pubblica amministrazione italiana
In passato, in Italia, l'ispettore generale era il più alto grado dei funzionari ministeriali dopo il direttore generale; poteva avere compiti di vigilanza o incarichi speciali, essere vicario di un direttore generale o dirigere un ufficio di particolare importanza (ispettorato generale). Nei Vigili del Fuoco l'Ispettore generale capo era posto a capo del corpo e dipendeva dal competente direttore generale del Ministero dell'interno, con un ruolo analogo all'attuale Capo del Corpo, che dipende dal Capo Dipartimento.
Uffici denominati ispettorati generali esistono tuttora nei ministeri italiani, come ad esempio nel Ministero della giustizia o al vertice del Corpo Forestale dello Stato.

## Pubblica amministrazione francese
In Francia l'ispettore generale (inspecteur général) è un alto funzionario della pubblica amministrazione statale preposto ad un'inspection générale istituita nell'ambito di un ministero, alle dirette dipendenze del ministro, con compiti di vigilanza e studio (in certi dicasteri invece di ispettore generale è detto chef de service o, nella pubblica istruzione, doyen, 'decano'). Particolarmente prestigiosa è l'Inspection générale des Finances (IGF), destinazione preferita dei migliori classificati al termine degli studi presso l'École nationale d'administration, dalla quale provengono molti alti dirigenti pubblici e privati, fatto questo che è stato oggetto di critiche.

## Forze armate e di polizia
In Germania l'Ispettore Generale delle Forze Armate Federali (tedesco: Generalinspekteur der Bundeswehr) è il più alto ufficiale delle forze armate, a capo dello Stato Maggiore Generale (Führungsstab der Streitkräfte) con un ruolo analogo al Capo di Stato Maggiore della Difesa italiano. Da lui dipendono l'Ispettore dell'Esercito, dell'Aeronautica militare, della Marina militare, e i comandanti dei servizi di supporto combinati e del servizio medico congiunto del Servizio sanitario e del Supporto interforze (Inspekteur des Heeres, der Luftwaffe, der Marine, der Streitkräftebasis der Sanitätsdienst).
Un Ispettore Generale delle Forze Armate (Generalny Inspektor Sił Zbrojnych), con compiti analoghi, è esistito in Polonia dal 1926 al 1980.
Il titolo di ispettore generale è inoltre attribuito ai capi di alcune forze di polizia, tra cui il Corpo della Gendarmeria dello Stato della Città del Vaticano, la Bundespolizei tedesca e le forze di polizia di Romania, India e vari ex possedimenti britannici.

## Regia Marina
Nella Regia Marina Italiana dal 1878 al 1904 Ispettore generale delle costruzioni navali è stato il grado più alto del Genio Navale, mentre nel Corpo sanitario militare marittimo e nel Corpo di commissariato militare marittimo dal 1875 al 1904 il grado corrispondente era rispettivamente Medico ispettore generale e Ispettore generale. Inizialmente Medico ispettore generale e di medico ispettore erano delle qualifiche civili istituite nel 1862 con Regio decreto nº 574 del 21 aprile 1862 e assimilate ai gradi rispettivamente di capitano di vascello di 1ª classe e di capitano di vascello di 2ª classe e solo nel 1875 i medici del Corpo Sanitario divennero militari. Nello stesso anno il Corpo del Commissario Generale i cui impiegati e funzionari erano civili assimilati ai gradi degli ufficiali, divenne Corpo di commissariato militare marittimo e il grado suo grado apicale divenne quello di Ispettore generale. Nel corpo del Genio Navale, costituito con Regio decreto nº 3486 del 9 dicembre 1866, vennero istituiti i gradi di  Ispettore generale delle costruzioni navali e di  Ispettore delle costruzioni navali.
Con l'"Ordinamento Brin" (legge 3 dicembre 1878, n° 4610) il corpo dei Macchinisti, venne aggregato, con ruolo a parte, al corpo del Genio Navale, fino al 1913, quando gli Ufficiali Macchinisti vennero aggregati al corpo di Stato Maggiore. 
I gradi di  Ispettore generale delle costruzioni navali, di medico ispettore generale e di Ispettore generale Corpo di commissariato militare marittimo  corrispondevano tra gli ufficiali di vascello al Viceammiraglio e vennero sostituiti nel 1904 rispettivamente dai gradi di Tenente generale delle costruzioni navali, tenente generale medico e tenente generale commissario, fino al 1923, quando per tutti i corpi tecnici e logistici la denominazione del grado divenne quella di generale ispettore, denominazione rimasta in vigore fino al 1973, quando nella Marina Militare il massimo grado per tutti i corpi tecnici e logistici venne ridenominato ammiraglio ispettore capo.
| Gradi degli ufficiali generali dei corpi tecnici e logistici fino al 1923 | Gradi degli ufficiali generali dei corpi tecnici e logistici fino al 1923 | Gradi degli ufficiali generali dei corpi tecnici e logistici fino al 1923 | Gradi degli ufficiali generali dei corpi tecnici e logistici fino al 1923 | Gradi degli ufficiali generali dei corpi tecnici e logistici fino al 1923 | Gradi degli ufficiali generali dei corpi tecnici e logistici fino al 1923 |
| Ufficiali del Corpo del Genio Navale                                      | Ufficiali macchinistiAvanzate                                             | Ufficiali specialisti per le armi navali (dal 1918 al 1919)               | Ufficiali del Corpo Sanitario                                             | Ufficiali del Corpo del Commissariato                                     | Distintivo (sottopannatura rossa a titolo esemplificativo)                |
| ------------------------------------------------------------------------- | ------------------------------------------------------------------------- | ------------------------------------------------------------------------- | ------------------------------------------------------------------------- | ------------------------------------------------------------------------- | ------------------------------------------------------------------------- |
| ispettore generale delle costruzioni navali (dal 1878 al 1904)            | tenente generale macchinista (dal 1913 al 1923)                           | tenente generale (dal 1918 al 1919)                                       | medico ispettore generale (dal 1875 al 1904)                              | ispettore generale (dal 1875 al 1904)                                     |                                                                           |
| tenente generale delle costruzioni navali (dal 1904 al 1923)              | tenente generale macchinista (dal 1913 al 1923)                           | tenente generale (dal 1918 al 1919)                                       | tenente generale medico (dal 1904 al 1923)                                | tenente generale commissario (dal 1904 al 1923)                           |                                                                           |
| ispettore delle costruzioni navali (dal 1861 al 1904)                     | macchinista ispettore (dal 1897 al 1904)                                  | maggiore generale (dal 1918 al 1919)                                      | medico ispettore (dal 1875 al 1904)                                       | ispettore (dal 1887 al 1904)                                              |                                                                           |
| maggiore generale (dal 1904 al 1923)                                      | maggiore generale macchinista (dal 1904 al 1923)                          | maggiore generale (dal 1918 al 1919)                                      | maggiore generale medico (dal 1904 al 1923)                               | maggiore generale commissario (dal 1904 al 1923)                          |                                                                           |
| brigadiere generale (dal 1918 al 1923)                                    | brigadiere generale macchinista (dal 1918 al 1923)                        | brigadiere generale (dal 1918 al 1919)                                    | brigadiere generale medico (dal 1918 al 1923)                             | brigadiere generale commissario (dal 1918 al 1923)                        |                                                                           |

Il grado di medico ispettore del Corpo Sanitario nel 1875 venne equiparato a quello di contrammiraglio.
Il grado di ispettore del Corpo di Commissariato venne istituito nel 1887 ed era equiparato a quello di contrammiraglio.
Dal 1904 venne introdotta, per tutti i corpi della Regia Marina distinti da quello degli ufficiali di vascello, le denominazioni di grado in uso nel Regio Esercito.
Nel febbraio del 1918 fu istituito, mediante decreto luogotenenziale del 18 febbraio 1918, il Corpo degli ufficiali specialisti per le armi navali in sostituzione degli ufficiali di vascello specialisti direzionali, con denominazione di grado uguale a quelle degli altri corpi tecnici, con grado massimo di tenente generale. Il decreto del 1918 non fu convertito in legge, e perciò, a metà del 1919, il Corpo degli ufficiali specialisti per le armi navali venne fatto riconfluire nel ruolo degli ufficiali di vascello specialisti d'armi navali con Regio decreto nº 1513 del 25 agosto 1919.
A seguito del decreto luogotenenziale nº 1193 dell'11 agosto 1918, venne istituito per gli ufficiali di vascello il grado di sottoammiraglio, intermedio tra contrammiraglio e capitano di vascello, ed il corrispondente brigadiere generale per i corpi tecnici e logistici, da intendersi in vigore fino a sei mesi dopo la cessazione delle ostilità.
| Gradi degli ufficiali generali dei corpi tecnici e logistici dal 1923 al 1926 | Gradi degli ufficiali generali dei corpi tecnici e logistici dal 1923 al 1926 | Gradi degli ufficiali generali dei corpi tecnici e logistici dal 1923 al 1926 | Gradi degli ufficiali generali dei corpi tecnici e logistici dal 1923 al 1926 | Gradi degli ufficiali generali dei corpi tecnici e logistici dal 1923 al 1926 | Gradi degli ufficiali generali dei corpi tecnici e logistici dal 1923 al 1926 | Gradi degli ufficiali generali dei corpi tecnici e logistici dal 1923 al 1926 |
| Ufficiali del Corpo del Genio Navale                                          | Ufficiali macchinisti                                                         | Ufficiali del Corpo Sanitario                                                 | Ufficiali del Corpo del Commissariato                                         | Ufficiali del Corpo delle capitanerie di porto                                | Distintivo (sottopannatura rossa a titolo esemplificativo)                    |                                                                               |
| ----------------------------------------------------------------------------- | ----------------------------------------------------------------------------- | ----------------------------------------------------------------------------- | ----------------------------------------------------------------------------- | ----------------------------------------------------------------------------- | ----------------------------------------------------------------------------- | ----------------------------------------------------------------------------- |
| generale ispettore delle costruzioni navali                                   | generale ispettore macchinista                                                | generale ispettore medico                                                     | generale ispettore commissario                                                | generale di porto ispettore                                                   |                                                                               |                                                                               |
| tenente generale delle costruzioni navali                                     | tenente generale macchinista                                                  | tenente generale medico                                                       | tenente generale commissario                                                  | tenente generale di porto                                                     |                                                                               |                                                                               |
| maggiore generale delle costruzioni navali                                    | maggiore generale macchinista                                                 | maggiore generale medico                                                      | maggiore generale commissario                                                 | maggiore generale di porto                                                    |                                                                               |                                                                               |

Nel 1919 il Corpo delle Capitanerie di Porto, che con la prima guerra mondiale ebbe tutti gli appartenenti al Corpo militarizzati, divenne militare definitivamente a tutti gli effetti, e dal 1923 divenne un Corpo della Regia Marina, alle dipendenze dal Ministero della marina mercantile per quanto riguarda le sue funzioni e dal Ministero della marina in materia di stato giuridico, di reclutamento, di disciplina e di progressione nei gradi.
Con il riordino dei gradi del 1923, con il regio decreto nº 2395 dell'11 novembre 1923, venne istituito per i vertici dei corpi tecnici e logistici della Regia Marina il grado di generale ispettore e per il Comandante generale del Corpo delle capitanerie di porto  il grado di generale di porto ispettore; i gradi di maggior generale, tenente generale e di generale ispettore erano rispettivamente corrispondenti tra gli ufficiali di vascello ai gradi di contrammiraglio, contrammiraglio di divisione e Viceammiraglio di squadra. Nel 1924, con l'Ordinamento "Tahon di Revel", gli Ufficiali Macchinisti vennero staccati dallo Stato Maggiore costituendo il "Corpo degli Ufficiali per la Direzione di Macchine". 
| Gradi degli ufficiali generali dei corpi tecnici e logistici dal 1926 al 1946 | Gradi degli ufficiali generali dei corpi tecnici e logistici dal 1926 al 1946 | Gradi degli ufficiali generali dei corpi tecnici e logistici dal 1926 al 1946 | Gradi degli ufficiali generali dei corpi tecnici e logistici dal 1926 al 1946 | Gradi degli ufficiali generali dei corpi tecnici e logistici dal 1926 al 1946       | Gradi degli ufficiali generali dei corpi tecnici e logistici dal 1926 al 1946 | Gradi degli ufficiali generali dei corpi tecnici e logistici dal 1926 al 1946 |
| Ufficiali del Corpo del Genio Navale                                          | Ufficiali del Corpo per le Armi Navali (poi delle Armi Navali)                | Ufficiali del Corpo Sanitario                                                 | Ufficiali del Corpo del Commissariato                                         | Ufficiali del Corpo delle capitanerie di porto                                      | Distintivo dal 1926 al 1938                                                   | Distintivo dal 1938 al 1946                                                   |
| Ufficiali del Corpo del Genio Navale                                          | Ufficiali del Corpo per le Armi Navali (poi delle Armi Navali)                | Ufficiali del Corpo Sanitario                                                 | Ufficiali del Corpo del Commissariato                                         | Ufficiali del Corpo delle capitanerie di porto                                      | (sottopannatura rossa a titolo esemplificativo)                               | (sottopannatura rossa a titolo esemplificativo)                               |
| ----------------------------------------------------------------------------- | ----------------------------------------------------------------------------- | ----------------------------------------------------------------------------- | ----------------------------------------------------------------------------- | ----------------------------------------------------------------------------------- | ----------------------------------------------------------------------------- | ----------------------------------------------------------------------------- |
| generale ispettore                                                            | generale ispettore                                                            | generale ispettore medico                                                     | generale ispettore commissario                                                | generale di porto ispettore (fino al 1938) ammiraglio di squadra (dal 1938 al 1946) |                                                                               |                                                                               |
| tenente generale                                                              | tenente generale                                                              | tenente generale medico                                                       | tenente generale commissario                                                  | tenente generale di porto                                                           |                                                                               |                                                                               |
| maggiore generale                                                             | maggiore generale                                                             | maggiore generale medico                                                      | maggiore generale commissario                                                 | maggiore generale di porto                                                          |                                                                               |                                                                               |

Nel 1926 fu istituito il Corpo per le armi navali come corpo autonomo da quello degli ufficiali di stato maggiore, mentre il corpo degli Ufficiali per la Direzione di Macchine venne sciolto e, previa l'acquisizione della laurea in ingegneria navale e meccanica, fuso nel corpo del Genio Navale, che veniva pertanto ad accentrare, le funzioni di progettazione e di condotta degli apparati motori e ausiliari a bordo delle navi. Tale ordinamento, con le opportune e necessarie varianti che hanno tenuto conto dei cambi organizzativi della Marina, è tuttora in vigore e fissa, all'art. 27, i compiti assegnati al Corpo.
Con il riordino dei gradi del 1926, i gradi di maggior generale, tenente generale e di generale ispettore dei corpi tecnici e logistici erano rispettivamente corrispondenti tra gli ufficiali di vascello ai gradi di contrammiraglio, ammiraglio di divisione e ammiraglio di squadra.
Nel 1938 venne esteso a tutti i Corpi della Regia Marina il giro di bitta che era stato introdotto con il regio decreto del 21 aprile 1878, per distinguere i soli ufficiali di vascello (o di stato maggiore) da quelli degli altri corpi.
In seguito ad una della norme del decreto 11 novembre 1938 al vertice del Corpo della Capitanerie di porto venne posto un ammiraglio di squadra appartenente al Corpo di stato maggiore della Regia Marina; tale situazione perdurò fino al gennaio 1946 quando al vertice del corpo tornò un tenente generale di porto proveniente dal Corpo delle Capitanerie.
La denominazione di maggior generale, tenente generale e di generale ispettore nei corpi tecnici e logistici rimase in vigore anche dopo la proclamazione della Repubblica nella Marina Militare fino al 1973, quando i gradi di maggior generale, tenente generale e di generale ispettore vennero ridenominati rispettivamente contrammiraglio, ammiraglio ispettore e  ammiraglio ispettore capo.

## Italia fascista
In Italia durante il fascismo il grado di Ispettore generale di zona è stato per un breve periodo uno dei gradi più alti della Milizia Volontaria per la Sicurezza Nazionale ben presto sostituito dal grado di Luogotenente generale. Il grado era corrispondente al generale di divisione del Regio Esercito.
| Regio Esercito        | MVSN Allegato A - Art. nº 8 R.D. nº 832 dell'8 marzo 1923 G.U.R.d'I. nº 98 del 26 aprile 1923 | MVSN R.D.L. nº 967 del 15 marzo 1923 G.U.R.d'I. nº 112 del 14 maggio 1923 | Distintivo Art. nº 5 circolare nº 150 del 16 agosto 1936 |
| --------------------- | --------------------------------------------------------------------------------------------- | ------------------------------------------------------------------------- | -------------------------------------------------------- |
| generale di divisione | ispettore generale di zona                                                                    | luogotenente generale                                                     |                                                          |